# Harmonia Mundi
Harmonia Mundi est une société française de production de disques, spécialisée dans la musique classique et les musiques du monde, et située à Arles dans les Bouches-du-Rhône.
Harmonia Mundi a développé depuis 1988 une activité dans le domaine des livres, assurant la diffusion et la distribution auprès des points de vente en France et à l’étranger, de catalogues indépendants.

## Histoire

### Essor
Bernard Coutaz (1922-2010) fonde en 1957 le Club chrétien du disque en collaboration avec Erato, mais plus didactique et artistique. Le premier disque de la collection, celui de deux grands motets de Michel-Richard de Lalande, parait à la fin de 1957, à seulement 1 200 exemplaires. Après avoir publié dix albums, il décide de créer son propre label de disque.
Fondé en 1958, Harmonia Mundi est aujourd’hui le plus ancien éditeur phonographique indépendant français de musique classique. Le label a été installé à Paris, puis en 1962, à Saint-Michel-l'Observatoire. Suivant les conseils de ses amis Carl de Nys et Pierre Rochas, Bernard Coutaz commença par établir un catalogue basé sur un répertoire consacré à l’orgue, en enregistrant sur les grandes orgues historiques d’Europe. Il fonda également une revue, Orgues historiques, dont chaque numéro, consacré à un instrument, était accompagné d’un enregistrement destiné à en apprécier toutes les qualités.
Ce travail a permis de développer une sensibilité particulière au timbre des instruments à une époque où l’influence mélodiste dominait encore largement la production phonographique. Cette sensibilité au timbre préparait la rencontre avec Alfred Deller, qui eut lieu lors d’un concert à Avignon en 1967, où le contreténor se produisait avec son ensemble. La soirée qui suivit ce concert détermina une seconde période pour Harmonia Mundi, celle des disques avec Alfred Deller, qui est fidèle à la maison de disques jusqu’à sa mort, en 1979. Harmonia Mundi réalise alors une série d’enregistrements de musique de la Renaissance anglaise et de musique baroque. Une académie de musique baroque, fondée dans le Luberon sur une idée d’Alfred Deller, attira de nouveaux talents comme René Jacobs et Dominique Visse qui ont également enregistré pour Harmonia Mundi. Puis viennent Philippe Herreweghe et William Christie. Les enregistrements de musique baroque, en particulier ceux qui vont contribuer à la connaissance de l'œuvre de Marc-Antoine Charpentier se multiplient attribuant à Harmonia Mundi une image de précurseur dans l’interprétation du répertoire sur instruments anciens.

### Âge d'or
Ces développements permirent de conquérir un nouveau public de plus en plus large à mesure que les répertoires ancien et surtout baroque s’imposaient sur la scène musicale internationale. Entre-temps, Harmonia Mundi avait consolidé et diversifié son domaine d’activités. En 1976, le label assurait sa propre distribution, et à partir de 1980 devenait elle-même distributeur d’autres labels. En 1981, Harmonia Mundi ouvrait sa première filiale à Londres. En 1986, l’entreprise investit le Mas de Vert à Arles. Devant la disparition progressive des disquaires en France, Bernard Coutaz décide de fonder une série de boutiques Harmonia Mundi qui comptait, après son accroissement, 45 boutiques en France et trois en Espagne.
Entre-temps, l’entreprise poursuit la diversification de ses activités et crée, en 1988, un service destiné à la diffusion du livre. En février 2010, la diffusion et distribution de livres représentait 20 millions d'euros de chiffre d'affaires et 40 % de l'activité du groupe en France. Une cinquantaine d'éditeurs travaillent avec Harmonia Mundi qui est considéré, avec Les Belles Lettres, comme le diffuseur de référence pour l'édition indépendante. Fin 2009, le départ des éditions Bragelonne fragilise la part livres du groupe.
En 1993, l'entreprise rachète les éditions musicales du Chant du Monde. Cent-soixante personnes travaillent alors au Mas de Vert, maison mère d’un groupe international constitué de cinq filiales dont certaines assurent une partie de la production phonographique. Parallèlement, le catalogue s’enrichissait et s’ouvrait à de nombreuses collaborations issues de tous les pays. Désormais, Harmonia Mundi enregistre tous les répertoires, de la musique ancienne à la musique du XXIe siècle et finance entièrement sa production grâce à une totale indépendance financière. Cet élargissement a accompagné l’évolution de musiciens comme René Jacobs et Philippe Herreweghe qui, après plus de vingt ans de collaboration, enregistrent toujours pour Harmonia Mundi désormais aux côtés des musiciens de la jeune génération.
En 2006, Harmonia Mundi qui emploie 470 personnes, représente 18 % du marché du disque classique pour un chiffre d'affaires de soixante millions d'euros et produit entre cinquante et soixante enregistrements nouveaux par an. Elle est la deuxième du marché avec EMI derrière de grandes majors telle qu'Universal.
Le 26 février 2010, le fondateur et directeur Bernard Coutaz décède, son épouse, Eva Coutaz (1943-2021), directrice artistique des éditions depuis 1974 lui succède jusqu'à la vente du label en 2015.

### Déclin et rachat partiel
À la suite des changements de comportement des clients tels que le téléchargement, la maison doit, en 2013, fermer presque la moitié de ses boutiques en France, soit quinze, en supprimant 38 emplois. Ainsi, la boutique de Dijon ferme fin juin 2013 malgré une pétition de soutien de ses clients fidèles ; de même celle de Bourg-en-Bresse. En Bretagne, les boutiques ferment successivement, celles de Rennes et Nantes (meilleur disquaire de France 1995) en 2013 puis Quimper, pourtant l'une de ses meilleurs représentantes de la culture traditionnelle.
La société précise que son chiffre au regard des disques avait subi 71 % de chute en onze ans. Toutefois, grâce à son activité de distribution de livres pour des éditeurs spécialisés, l'entreprise emploie encore plus de cent personnes en France. Au début de l'année 2014, Harmonia Mundi ne comptait par conséquent que quinze boutiques dans l'Hexagone ainsi que deux en Suisse, à Genève et à Zurich : Aix-en-Provence, Arles, Gap, Grenoble, Lyon, Paris (Théâtre du Châtelet, Cité de la Musique, rue Saint-Placide, Salle Pleyel et Théâtre des Champs-Élysées), Perpignan, Quimper, Strasbourg, Toulouse et Tours. Les boutiques de Grenoble, de Lyon et de Paris (rue Saint-Placide) ont également fermé depuis lors.
Le 1er octobre 2015, l'activité musicale de Harmonia Mundi est rachetée par la société belge PIAS Group mais l'activité de diffusion de livres logée dans une autre société reste la propriété de Benoît-Marie Coutaz, fils de Bernard Coutaz. Eva Coutaz demeure une année comme consultante puis se retire au cours de l'année 2016 ; elle meurt en janvier 2021.

## Principaux artistes
- Akademie für Alte Musik Berlin
- Benjamin Alard
- Les Arts Florissants
- Jiří Bělohlávek
- Emmanuelle Bertrand
- Cantus Cölln
- La Chapelle royale
- William Christie
- René Clemencic
- Collegium Vocale Gent
- Concerto Vocale
- Les Cris de Paris
- Cuarteto Casals
- Alfred Deller
- Roel Dieltiens
- Richard Egarr
- Ensemble Clément-Janequin
- Ensemble Explorations
- Chœur de chambre philharmonique estonien
- Isabelle Faust
- Bernarda Fink
- Joel Frederiksen
- Freiburger Barockorchester
- Fretwork
- Werner Güra
- Samuel Hasselhorn
- Philippe Herreweghe
- Paul Hillier
- Huelgas Ensemble
- René Jacobs
- Quatuor de Jérusalem
- Konrad Junghänel
- Vadym Kholodenko
- María Cristina Kiehr
- Andrew Lawrence-King
- Paul Lewis
- Andrew Manze
- Alexandre Melnikov
- Jon Nakamatsu
- Paul O'Dette
- Orchestre des Champs-Élysées
- The Orlando Consort
- Javier Perianes
- Alain Planès
- Josep Pons
- Prague Philharmonia (en)
- Quatuor Arcanto
- Jean-Guihen Queyras
- Daniel Reuss
- RIAS Kammerchor
- Andreas Scholl
- Andreas Staier
- Maurice Steger
- Theatre of Voices
- Cédric Tiberghien
- Tokyo String Quartet
- Trio Wanderer
- Paul Van Nevel
- Dominique Visse
- Matthias Goerne
- Stile Antico
- The Curious Bards
- Sœur Marie Keyrouz
- Alexandre Tharaud
- Ensemble Correspondances
- Atrium Musicae de Madrid
- Broadside Band
- Marta Almajano

## Labels en production
- Harmonia Mundi, spécialisé en musique classique.
- Discograph, label de production et distribution créé en 1998, racheté en 2012.
- JazzVillage, label spécialisé dans le jazz, notamment en collaboration avec Ahmad Jamal, Kyle Eastwood, Roberto Fonseca.
- Le Chant du Monde[13], plus ancien label français en activité, ouvert à la chanson, au jazz et aux musiques du monde.
- LittleVillage, enregistrements pour enfants
- WorldVillage, destiné à produire les musiques du monde.

## Maisons d'édition
- Glossa, label espagnol de musique ancienne et baroque.
- Ambronay Éditions[14], label français du Centre culturel de rencontre d'Ambronay.
- La Dolce Volta[15], label français musique classique
- Mirare[16], label français musique classique
- Orfeo[17], éditions ou rééditions de concerts, récitals et opéras.
- Tahra[18], éditions ou rééditions d'enregistrements anciens et d'archives radiophoniques
- Éditions Talents Hauts
- Éditions Philippe Picquier (qui partagent les locaux d'Harmonia Mundi à Arles)
- André Dimanche (Marseille)
- Éditions Cercle d'art
- Le Chant du Monde
- Éditions Goutte d'Or
- La Joie de lire
- Éditions Marchialy
- Mirobole Éditions (Bordeaux)
- Monsieur Toussaint Louverture
- Les Impressions Nouvelles
- Nouriturfu
- Olizane
- Radio France
- Éditions Rouge Profond
- Rue du monde
- Éditions Séguier
- Éditions du Sextant
- Thierry Marchaisse
- Transboréal
- Éditions Vendémiaire
- Nouvelles éditions Wombat
- Éditions Zoé (Genève)
- Éditions MeMo (Nantes)
- Éditions FLBLB (Poitiers)
- Éditions L'Arbre vengeur (Bordeaux)